# Pygora conjuncta
Pygora conjuncta är en skalbaggsart som beskrevs av Hippolyte Louis Gory och Achille Rémy Percheron 1835. Pygora conjuncta ingår i släktet Pygora och familjen Cetoniidae. Inga underarter finns listade i Catalogue of Life.